# Бланусові
Бла́нусові (Blanidae) — родина плазунів з підряду Амфісбен. Має лише 1 рід Бланус (Blanus) та 5 видів. Раніше його представників відносили до родини Амфісбенових. Лише у 2004 році остаточно були виділені в окрему родину.

## Опис
Загальна довжина коливається від 10 до 25 см. Голова дуже коротка, тулуб стрункий, хробакоподібний. Очі маленькі, приховані під шкірою. Кінцівок немає. Забарвлення шкіри жовтувате, матове, коричневе, фіолетове. По всій довжині розташовані тонкі поперечні смужки світлого кольору.

## Спосіб життя
Полюбляють сухі, піщані місцевості. Більшу частину життя проводять під землею. Харчуються безхребетними.
Це яйцекладні плазуни.

## Розповсюдження
Мешкають у Марокко, Португалії, Іспанії, Туреччині, Сирії, Іраку, Ізраїлі, Лівані, на островах Кос та Родос (Греція).

## Види
- Blanus cinereus
- Blanus mariae
- Blanus mettetali
- Blanus strauchi
- Blanus tingitanus